# Heréd
Heréd là một thị trấn thuộc hạt Heves, Hungary. Thị trấn này có diện tích 13,96 km², dân số năm 2010 là 2040 người, mật độ 146 người/km².